# Liaoningosaurus
A Liaoningosaurus az ankylosaurus dinoszauruszok egyik nagyon szokatlan neme, amely a kora kréta korban (az apti korszakban) élt. A holotípus (a pekingi Gerinces Őslénytani és Ősantropológiai Intézet IVPP V12560 katalógusszámú lelete), egy fiatal egyed alapvetően teljes csontváza, amire egy lemezre préselődve találtak rá a kínai Jihszien (Yixian)-formációban, a Liaoning tartománybeli Jihszien (Yixian) megyében levő Liaohszi (Liaoxi)ben.
A típusfajt, a Liaoningosaurus paradoxust Hszü Hszing (Xu Xing), Vang Hsziao-lin (Wang Xiaolin) és Ju Haj-lu (You Hailu) nevezte el 2001-ben. A nem neve Liaoningre, a faj neve pedig a példánynál látható nodosaurida és ankylosaurida jellegzetességek zavaros keverékére utal.
Az egybefüggő csontváz körülbelül 34 centiméter hosszú volt, miáltal a legkisebb ismert ankylosaurus példánynak számít. A példányt az ismert ankylosaurus fosszíliák között egyedivé teszi a külső állkapcsi koponyaablak. Emellett lehetséges, hogy szem előtti koponyaablakkal is rendelkezett. Mindkettő a fiatalokra jellemző tulajdonság lehet, ahogy az aránylag nagy fogak, a premaxilla fogai, a hosszú lábfejek és lábszárak, valamint a kezeken és lábakon levő hosszú, éles karmok is. A taxon igazán egyedi jellemzője vagy autapomorfiája feltehetően a trapéz formájú szegycsont.
További új jellemző a hasi páncélzat jelenléte, a két pár nagy, az állat egész hasát befedő bőrcsont, melyek felületén kis hatszögű és rombusz alakú kiemelkedések találhatók. Ilyen lemezek korábban nem kerültek elő az ankylosaurusoknál, melyeknél a haspáncél alig ismert. Kisebb háromszögletű bőrcsontok találhatók a vállon, a lapocka pedig egy válltüske jelenlétét jelzi.
A Liaoningosaurus rokoni kapcsolatait nehéz meghatározni a példány fiatal kora, valamint a nodosauridákra és az ankylosauridákra is jellemző tulajdonságok jelenléte miatt. Hszü (Xu) és szerzőtársai (2001-ben) megjelentettek egy kladisztikus elemzést, ami szerint a Liaoningosaurus a Nodosauridae család bazális tagja, míg Matthew K. Vickaryous és kollégái (2004-ben) ideiglenesen az Ankylosauria csoportban helyezték el incertae sedis nemként.

## Fordítás
- Ez a szócikk részben vagy egészben a Liaoningosaurus című angol Wikipédia-szócikk ezen változatának fordításán alapul.  Az eredeti cikk szerkesztőit annak laptörténete sorolja fel. Ez a jelzés csupán a megfogalmazás eredetét és a szerzői jogokat jelzi, nem szolgál a cikkben szereplő információk forrásmegjelöléseként.